# 3832 Шапиро
3832 Шапиро (енгл. 3832 Shapiro) је астероид главног астероидног појаса са средњом удаљеношћу од Сунца која износи 3,137 астрономских јединица (АЈ).
Апсолутна магнитуда астероида је 12,5.